# 양무 (백제)
양무(楊茂, ?~?)는 백제의 관리이다.

## 생애
동성왕 및 개로왕 때에 중국과의 외교에서 활동했으며, 행건위장군조선태수(行建威將軍朝鮮太守)로서 사마(司馬)를 겸한 그는 490년에 동성왕의 요청에 따라 남제에 파견되어 무제(武帝)로부터 건위장군광릉태수(建威將軍廣陵太守)를 받았다.